# Marquesado de Casa Castillo
El Marquesado de Casa Castillo es un título nobiliario español creado el 23 de febrero de 1761 por el rey Carlos III a favor de Rodrigo del Castillo y Torre con el vizcondado previo del Real Agrado.

## Historia de los Marqueses de Casa Castillo
- I marqués: Rodrigo del Castillo y Torre (Ruiloba, 1714-?) , gobernador de Chucuito.

1. Casó en Lima en 1774 con Juana Josefa de Castañeda Hidalgo Velásquez y Salazar. Le sucedió su hijo:

- II marqués: Juan Jacinto del Castillo. Le sucedió su hermana:

- III marquesa: María de la Concepción del Castillo y Castañeda  (Lima, 1746-Madrid, 1802)

1. Casó con Manuel Fausto Gallegos y Dávalos, II conde de Casa Dávalos.
2. Casó en Lima en 1779 con Fernando de Rojas y Marrés, alcalde ordinario de Lima (1781). Le sucedió su hijo:

- IV marqués: José Fernando Vicente de Rojas y del Castillo (Lima, 1781-1858), teniente coronel de granderos del Cuerpo de Guardias valonas e Intendente de Santander.

Rehabilitado en 1893 por Alfonso XIII:
- Dolores Fernández de Rojas y Vázquez, V marquesa de Casa Castillo (1851-1918).

1. Casó en 1871 con José Gómez del Valle.

Este título está caducado al ser más de cuarenta años que no se ha pedido ni sucesión ni rehabilitación, por lo que actualmente es solo un título histórico.